# Tractolira
Tractolira is een geslacht van weekdieren uit de klasse van de Gastropoda (slakken).

## Soorten
- Tractolira delli Leal & Harasewych, 2005
- Tractolira germonae Harasewych, 1987
- Tractolira sparta Dall, 1896
- Tractolira tenebrosa Leal & Bouchet, 1985